# Jenny Shircore
Jenny Shircore (geboren in Indien) ist eine Maskenbildnerin.
Shircore wurde in Indien als Tochter eines Armeniers und einer Französin geboren und zog mit zehn nach Großbritannien.
Sie hat zwei Jahre lang den Beauty Culture course an dem London College of Fashion und anschließend einen Makeup Artist training course bei der BBC besucht. Danach hat sie ab den 1970er Jahren 16 Jahre lang für die BBC gearbeitet, unter anderem an Produktionen wie der Miniserie Pennies from Heaven und der Fernsehserie Doctor Who. Ihre erste Arbeit als Selbständige führte sie 1985 im Film Dreamchild aus. Sie war bislang an mehr als 65 Film- und Fernsehproduktionen beteiligt.

## Auszeichnungen (Auswahl)
1999 gewann sie den Oscar in der Kategorie Bestes Make-up und Beste Frisuren für ihr Wirken in Elizabeth. 1999 und 2010 wurde sie jeweils mit einem British Academy Film Award in der Kategorie Beste Maske ausgezeichnet.